# Ганзлик, Яромир
Яромир Ганзлик (чеш. Jaromír Hanzlík) — чешский актёр. Заслуженный артист Чехословакии (1988).

## Биография
Яромир Ганзлик родился в Чешском-Тешине. Он никогда не учился в никакой актёрской школе. Дебютировал в кино в возрасте 17 лет, когда был учеником гимназии им. Яна Неруды в Праге. После окончания гимназии работал актёром «Театра на Виноградах» в Праге непрерывно в 1966—1993 годах.

## Избранная фильмография
- 1965 — Каждый молодой человек / Každý mladý muž
- 1966 — Экипаж в Вену / Kočár do Vídně
- 1966 — Романс для кларнета
- 1967 — Контракт с дьяволом / Zmluva s diablom — Мики Карасек
- 1968 — Марафон — Руда Стреча
- 1969 — Шутка / Žert
- 1969 — Радости отца отечества / Slasti Otce vlasti
- 1970 — Пропавшие банкноты / Na kolejích čeká vrah
- 1971 — Напрасные огорчения / Metráček
- 1973 — Дни предательства / Dny zrady
- 1973 — Ночь на Карлштейне / Noc na Karlštejně
- 1974 — Как утопить доктора Мрачека / Jak utopit dr. Mráčka aneb Konec vodníků v Čechách
- 1974 — Люди из метро / Lidé z metra
- 1975 — «Портниха» женится / Dva muzi hlasi prichod
- 1976 — Лето с ковбоем / Léto s kovbojem
- 1977 — Женщина за прилавком / Žena za pultem
- 1978 — Секрет стали / Tajemství Ocelového města
- 1978—1981 — Больница на окраине города / Nemocnice na kraji města
- 1980 — В старые добрые времена (Пострижение) / Postřižiny
- 1983 — Праздник подснежников / Slavnosti sněženek
- 1984 — Олдржих и Божена / Oldřich a Božena
- 1984 — Скорая помощь / Sanitka
- 1988 — Цирк Умберто / Cirkus Humberto
- 1989 — Конец старых времен / Konec starých časů
- 1993 — Бессмертная тетушка / Nesmrtelná teta
- 2003 — Больница на окраине города двадцать лет спустя / Nemocnice na kraji města po dvaceti letech
- 2013 — Дон Жуаны / Donšajni

## Признание
- 1988 — Заслуженный артист Чехословакии.